# 宁波国际会议中心
宁波国际会议中心，是浙江省宁波市的一座会议中心，位于鄞州区东钱湖镇，于2020年3月开工，2022年11月11日启用。
宁波国际会议中心总建筑面积40.62万平方米，其中地上37.64万平方米，地下2.98万平方米，由汤桦建筑设计事务所设计，建筑由北至南，分别为C区（多功能区）、B区（主会场区）、A区（峰会区）及望岚酒店，建筑深入挖掘宁波地域文脉与现代都市的连接点，以架廊桥，连青山，观绿水，望田野为基本意向，营造一个世界中的世界，城市里的城市，花园里的花园，会议中心另设有湖滨广场，面积12000平方米，为广大市民、游客提供形式多样、活力开放的城市休闲新空间，同时可举办户外演唱会，露天电影，歌舞秀，颁奖典礼等多种大型娱乐活动。

## 场地概况

### A区（峰会区）
A区按照国际标准打造，拥有高规格的会议设施及宴会配置，可承接峰会级别的国际高端会议，共两层，设有福泉厅、天一厅、新闻发布厅，另设有2间会议室、12间VIP室，福泉厅面积1040平方米，可容纳中西式宴会宾客33人，新闻发布厅面积1307平方米，可容纳会议模式宾客738人，天一厅面积1770平方米，可容纳峰会模式宾客125人。

### B区（主会场区）
B区具备的先进视听设备以及多样化的场地，集风景与功能于一体，能够满足110到4650人不同规模的会议、宴会、演出、新品发布、公司活动等多功能需求。部分会议室拥有开阔视野，与会同时饱览东钱湖一线湖景，共两层，设有5间会议室、万金厅、知行厅，另设有2间双边会议室、10间VIP室，会议室总面积2340平方米，可容纳110-240人，万金厅面积3700平方米，可容纳会议模式宾客3000人，知行厅面积5500平方米，可容纳会议模式宾客4650人。

### C区（多功能区）
C区可用于举办高端中小型展览和文体艺术活动。灵活的空间分割大大增加了展览场地的可塑性，能够最大限度满足各类中小型展览的使用需求。无柱的设计确保场馆采光及视线效果达到最佳，还最大程度地释放空间，确保单个展厅的有效参展面积最大化，保证了整体空间连通性，共两层，设有三江厅Ⅰ、三江厅Ⅱ，另设有商业区、4个小型会议室、2个VIP室，三江厅Ⅰ面积6605平方米，三江厅Ⅱ1面积10850平方米。

### 望岚酒店
设有342间客房，每间客房设计均撷取现代风格之精华，融入中式传统元素，干净明朗又不失传统东方神韵。